# Svend Methling
Svend Vilhelm Methling, född  1 oktober 1891 i Köpenhamn, död 4 juni 1977 i Kongens Lyngby, var en dansk skådespelare och regissör. Han var far till författaren Finn Methling (1917–2010) och regissören Sven Methling (1918–2005). 

## Filmografi i urval
- 1922 – Det var en gång
- 1932 – Kärlekens symfoni
- 1938 – Champagnegaloppen
- 1944 – Flickor på villovägar
- 1945 – Den osynliga armén
- 1947 – Soldaten och Jenny
- 1948 – Tre år efter
- 1950 – Historien om Hjortholm
- 1951 – Det gäller din dotter
- 1953 – Vi som går köksvägen
- 1957 – Ingen tid til kærtegn
- 1957 – Tre piger fra Jylland